# 1975 في لبنان
فيما يلي قوائم الأحداث التي وقعت خلال عام 1975 في لبنان.

## أحداث
- 13 أبريل – حادثة عين الرمانة

## سياسة

### انتهاء فترة المنصب
- 15 مايو – رشيد الصلح رئيس وزراء لبنان.

## مواليد

### يناير
- 1 يناير – مازن كرباج
- 1 يناير – هيام يارد كاتبة لبنانية.
- 21 يناير – إميل إميل لحود سبّاح لبناني.

### مايو
- 11 مايو – زياد جراح
- 12 مايو – نور ممثلة لبنانية.
- 22 مايو – روبا مغنية لبنانية.
- 29 مايو – غريس ديب موسيقية لبنانية.

### يوليو
- 6 يوليو – عاصم حمود

### أكتوبر
- 2 أكتوبر – عقاب صقر صحفي لبناني.

## وفيات

### يناير
- 1 يناير – سعدي المنلا (مواليد 1890) سياسي لبناني.
- 1 يناير – شكر الله الجر (مواليد 1907) طنطن.
- 11 يناير – بولس بطرس المعوشي (مواليد 1894) كهنوت لبناني.

### مارس
- 6 مارس – معروف سعد (مواليد 1914) سياسي لبناني.